# Calvi dell'Umbria
Pour les articles homonymes, voir Calvi (homonymie).
Calvi dell'Umbria est une commune de la province de Terni en Ombrie (Italie).

## Géographie

### Hameaux
- frazioni : Piloni, Poggiolo, Santa Maria della Neve;
- habitations clairsemées : Borg. S. M. Maddalena, Contr. S.Giacomo, Contr. Pacifici, Voc. Forca, Voc. S. Francesco, Voc. La Corte Voc. S. Silvestro, Voc. Piedicasale, Voc. Colletarocco, Borg. S.Lorenzo, Borg. S. Vito

### Communes limitrophes
Configni, Gallese, Magliano Sabina, Montebuono, Narni, Otricoli, Stroncone, Torri in Sabina,  Vacone

## Administration
| Période                                  | Période  | Identité          | Étiquette     | Qualité |
| ---------------------------------------- | -------- | ----------------- | ------------- | ------- |
| 2005                                     | 2015     | Silvano Lorenzoni | Liste civique |         |
| 2015                                     | En cours | Guido Grillini    | Liste civique |         |
| Les données manquantes sont à compléter. |          |                   |               |         |